# Batodromeus
Batodromeus is een geslacht van rechtvleugeligen uit de familie sabelsprinkhanen (Tettigoniidae). De wetenschappelijke naam van dit geslacht is voor het eerst geldig gepubliceerd in 1896 door Karsch.

## Soorten
Het geslacht Batodromeus omvat de volgende soorten:
- Batodromeus graueri Beier, 1954
- Batodromeus herinaceus Karsch, 1896
- Batodromeus richardi Griffini, 1908
- Batodromeus subulo Karsch, 1893